# Dan Haggerty
Pour les articles homonymes, voir Haggerty.
Daniel Francis Haggerty, dit Dan Haggerty, né le 19 novembre 1942 à Pound (Wisconsin) et mort le 15 janvier 2016 à Burbank (Californie), est un acteur américain principalement connu pour incarner le rôle principal de la série télévisée La Légende de James Adams et de l'ours Benjamin.

## Carrière
Haggerty est retenu pour interpréter des rôles mineurs de bodybuilder, dans les films Muscle Beach Party (1964) et La Stripteaseuse effarouchée (1965). Il apparaît ensuite divers films, impliquant des motards et des animaux sauvages, tels que Easy Rider, L'Ange sauvage, The Adventures of Frontier Fremont (en) et Terror Out of the Sky.
Son expérience avec les animaux l'amène à travailler comme dresseur et manipulateur d'animaux dans des films produits par Walt Disney Studios. Haggerty travaille également comme cascadeur dans la série télévisée Tarzan (1966) et comme constructeur de décors sur d'autres projets. Il dirige des tigres blancs, des carcajous, des aigles et des sangliers dans When the North Wind Blows (en) (1974) et travaille avec des ours, des renards et des faucons dans le film Grizzly Mountain (1997).
En 1974, Haggerty incarne le personnage de Grizzly Adams, protagoniste de La Légende de James Adams et de l'ours Benjamin.

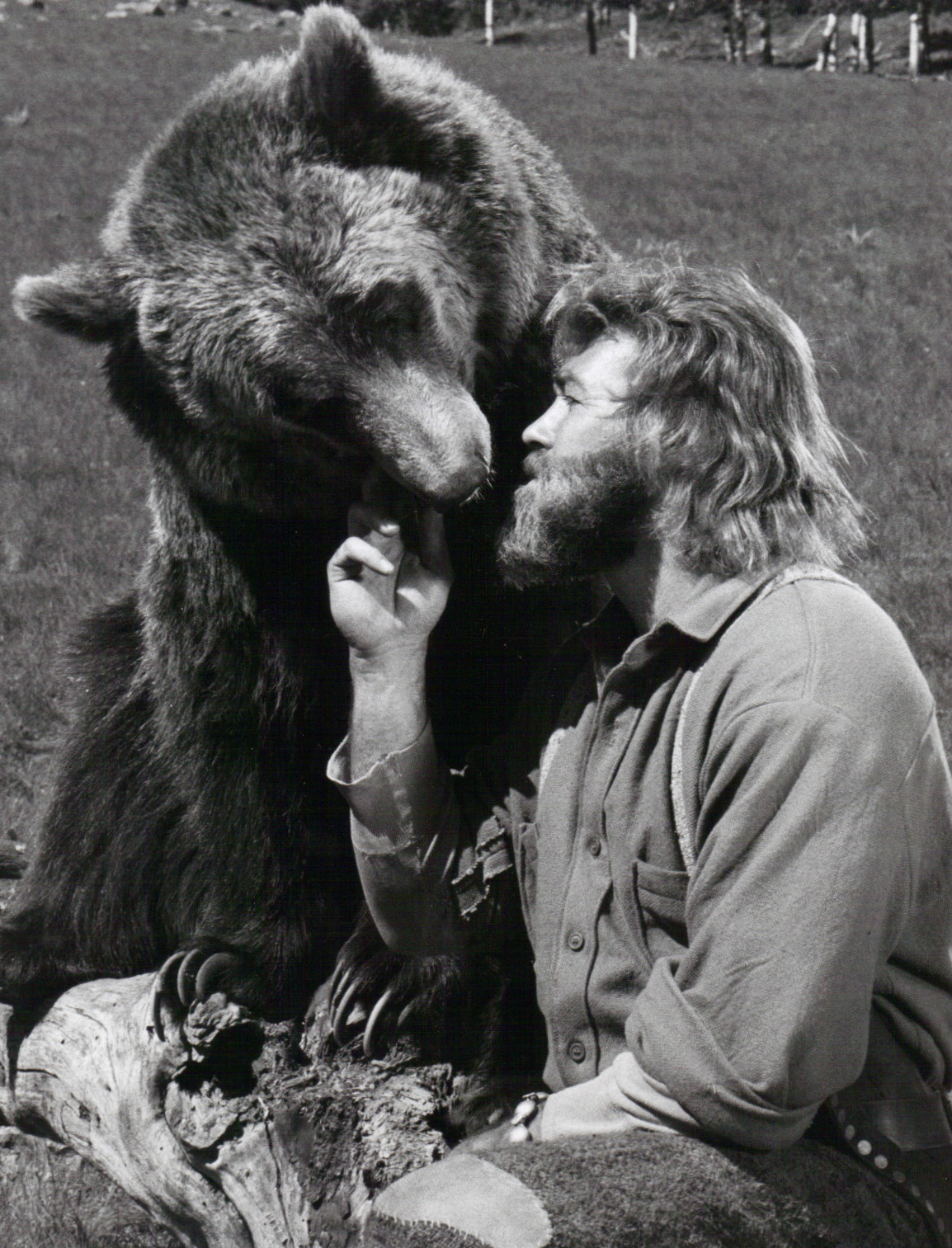
Haggerty dans La Légende de James Adams et de l'ours Benjamin

## Vie privée
Dan Haggerty nait le 19 novembre 1941 à Pound, dans l'État du Wisconsin. Ses parents se séparent à ses 3 ans. Il passe son enfance à Burbank avec son père, acteur.
Il épouse Diane Rooker en 1959, à l'âge de 17 ans, dans une chapelle de mariage de Las Vegas. Ils ont deux filles, Tracey et Tammy, et divorcent en 1984.
Haggerty épouse ensuite Samantha Hilton, avec qui il a trois enfants. Celle-ci meurt dans un accident de moto le 10 août 2008,.
En 1985, il est arrêté pour avoir tenté de vendre de la cocaïne à un policier sous couverture. Il est condamné à 90 jours de prison ferme et 3 ans avec sursis.

### Décès
Haggerty est diagnostiqué d'un cancer de la moelle épinière après la découverte d'une tumeur en août 2015,. Il meurt le 15 janvier 2016 à Burbank, Californie,.

## Filmographie

### Cinéma
- 1964 : Muscle Beach Party de William Asher : Biff
- 1964 : La Stripteaseuse effarouchée de Boris Sagal : Charlie (non crédité)
- 1969 : Easy Rider de Dennis Hopper (non crédité)
- 1970 : L'Ange sauvage de Richard Compton
- 1971 : The Tender Warrior (en) de Stewart Raffill : Cal
- 1971 : Chrome and Hot Leather (en) de Lee Frost
- 1971 : Pink Angels de Larry G. Brown
- 1972 : Bury Me an Angel de Barbara Peeters
- 1973 : Hex de Leo Garren : Frère Billy
- 1973 : Superchick (en) de Ed Forsyth (non crédité)
- 1974 : When the North Wind Blows (en) de Stewart Raffill : Tsezar
- 1974 : La Légende de James Adams et de l'ours Benjamin de Richard Friedenberg : James Capen "Grizzly" Adams
- 1976 : The Adventures of Frontier Fremont (en) de Richard Friedenberg : Frontier Fremont
- 1978 : Grizzly Adams: Once Upon a Starry Night de Jack Hively
- 1981 : Le Roi de la montagne de Noel Nosseck
- 1982 : The Capture of Grizzly Adams de Don Keeslar
- 1983 : Americana (en) de David Carradine
- 1986 : Abducted de Boon Collins
- 1987 : Terror Night (en) de Nick Marino : Ted Michaels
- 1987 : Bloody Movie
- 1988 : Nightwars
- 1989 : Elves (en) de Jeffrey Mandel : Mike McGavin
- 1990 : Repo Jake (en) de Joseph Merhi : Jake Baxter
- 1998 : Born Champion (en) de Aron Schifman : Buck McCoy
- 2008 : Le Grand Stan de Rob Schneider : Tubby
- 2009 : The Book of Ruth: Journey of Faith (en) de Stephen Patrick Walker
- 2013 : Axe Giant: The Wrath of Paul Bunyan (en) de Gary Jones

### Télévision
- 1977-1982 : La Légende de James Adams et de l'ours Benjamin de Richard Friedenberg : James Capen "Grizzly" Adams
- 1981 : Drôles de dames (TV) : Bo Thompson (Plage interdite, Saison 5 Épisode 6)
- 1994 : Cheyenne Warrior (en) de Michael B. Druxman

### Doublage
- 1994 : Pico et Columbus : Le Voyage magique : le Roi, le Prince des Essaims (voix anglaise, version de Hemdale Film Corporation)
- 1999 : Le Chat botté : Le roi (voix originale)

## Distinctions
- 1980 : People's Choice Award de l'acteur le plus populaire
- 1986 : Prix Harley-Davidson "Humanitaire de l'année" en 1986
- 1994 : Étoile sur le Hollywood Walk of Fame